# Yanagawa

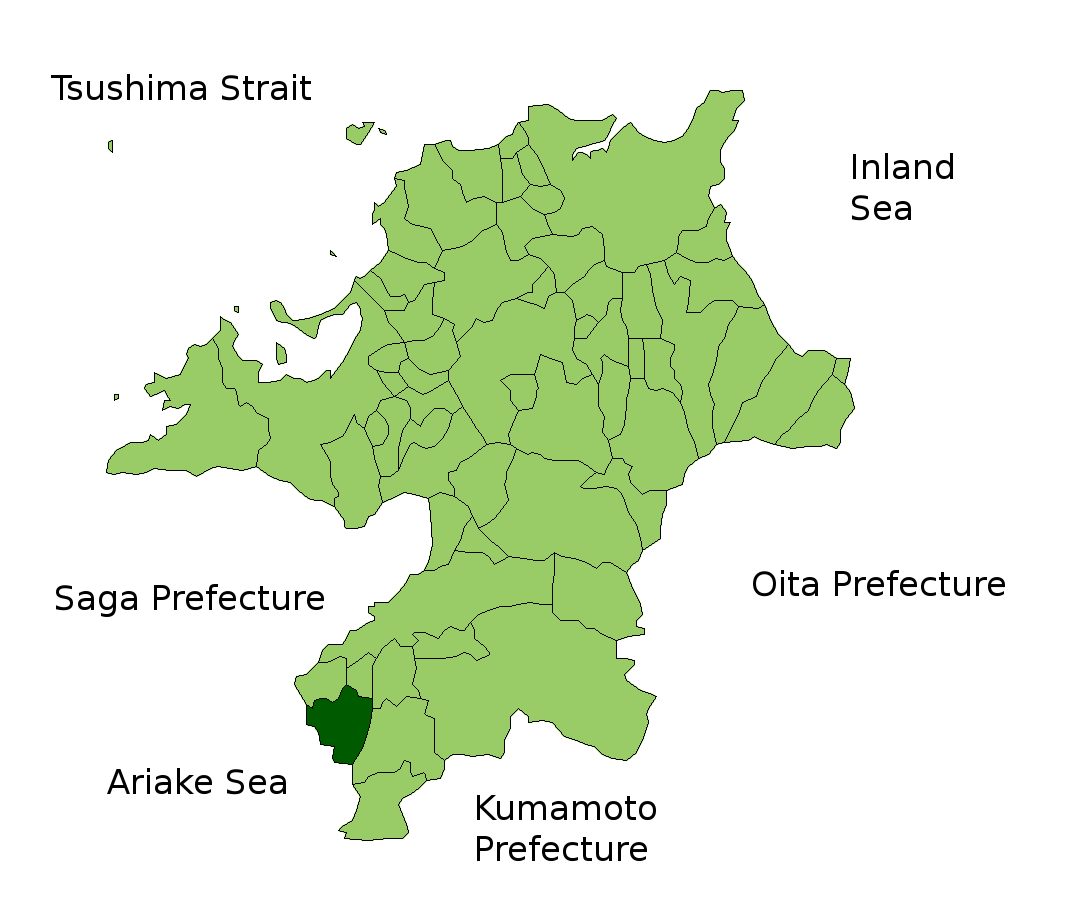

Yanagawa (柳川市 Yanagawa-shi?) este un municipiu din Japonia, prefectura Fukuoka.